# Kyle Ebecilio
Kyle Ebecilio (* 17. února 1994, Rotterdam, Nizozemsko) je nizozemský fotbalový záložník, který v současné době působí v klubu FC Twente.

## Reprezentační kariéra

### Mládežnické reprezentace
Jetro Willems prošel nizozemskými mládežnickými reprezentacemi U16, U17, U19 a U21.
S týmem do 17 let vyhrál v roce 2011 Mistrovství Evropy U17 konané v Srbsku, kde Nizozemsko porazilo ve finále Německo 5:2. Ebecilio ve finálovém střetnutí jednou skóroval a s celkovými 3 brankami se stal společně se třemi dalšími hráči nejlepším střelcem turnaje. Ve stejném roce hrál i na Mistrovství světa hráčů do 17 let v Mexiku, kde mladí Nizozemci vyhořeli a obsadili s jedním bodem poslední čtvrté místo v základní skupině A.